# 國立新竹教育大學
24°47′35″N 120°57′52″E / 24.79306°N 120.96444°E

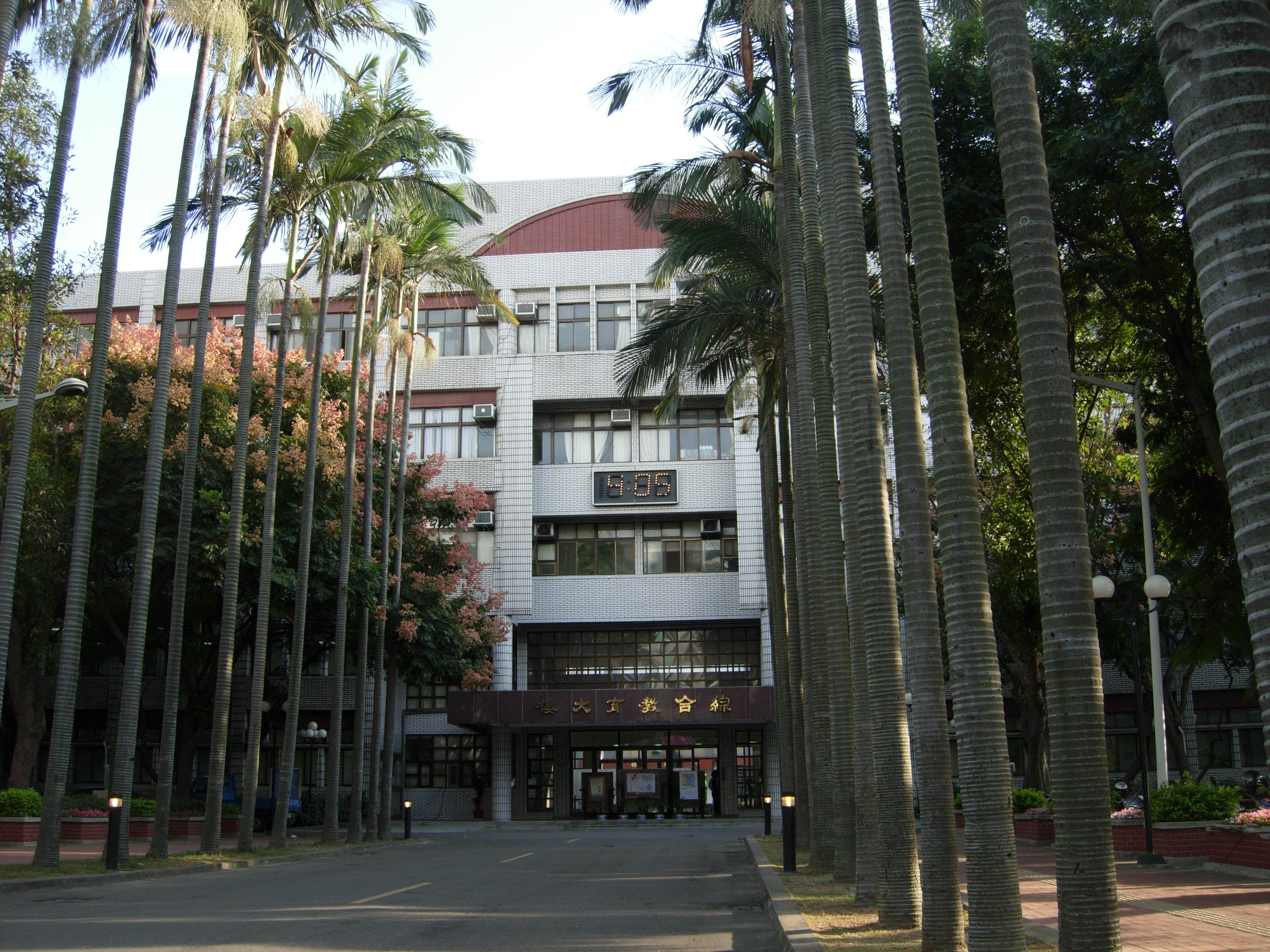
原國立新竹教育大學入口大道及綜合教育大樓

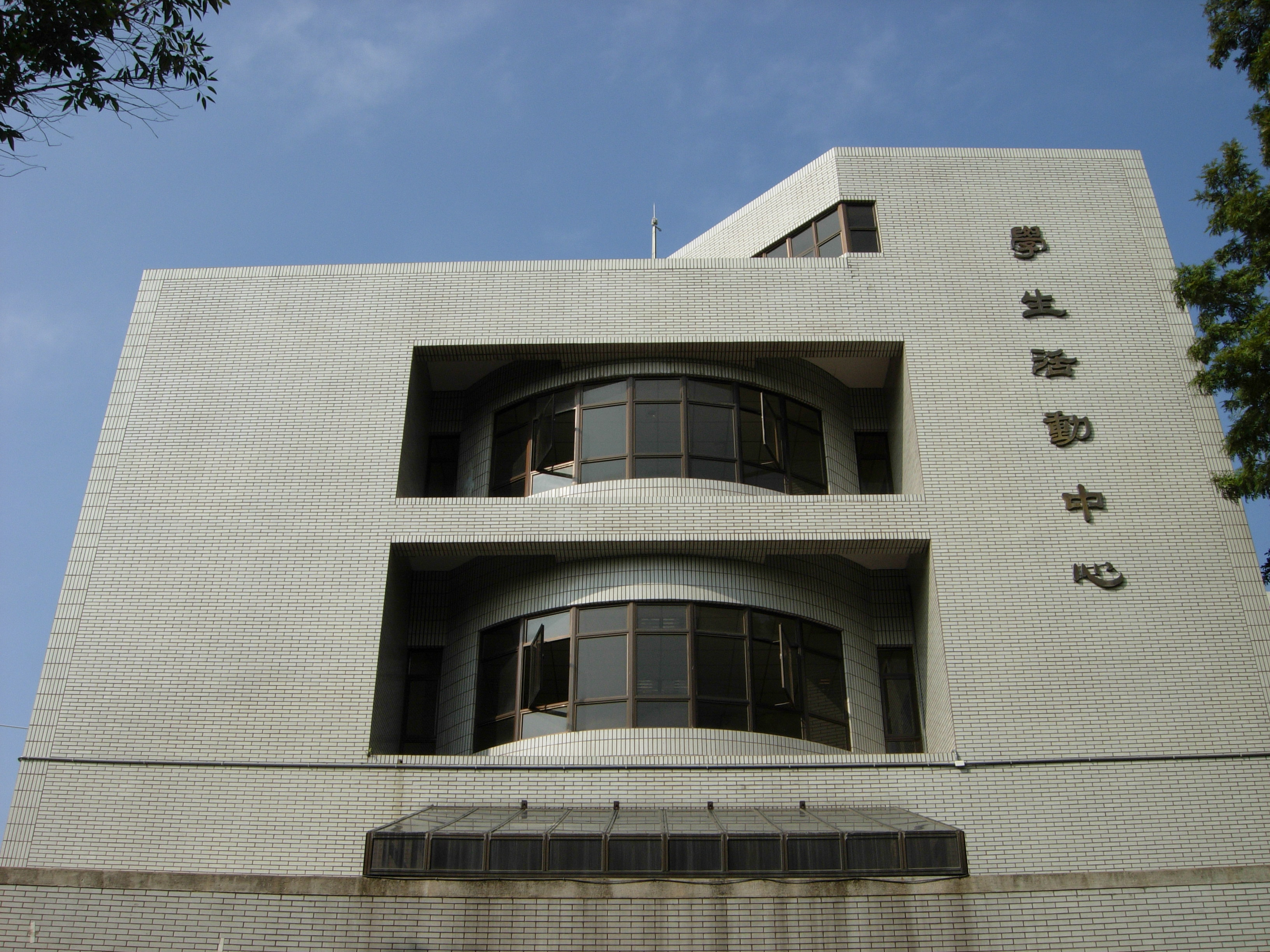
原國立新竹教育大學學生活動中心

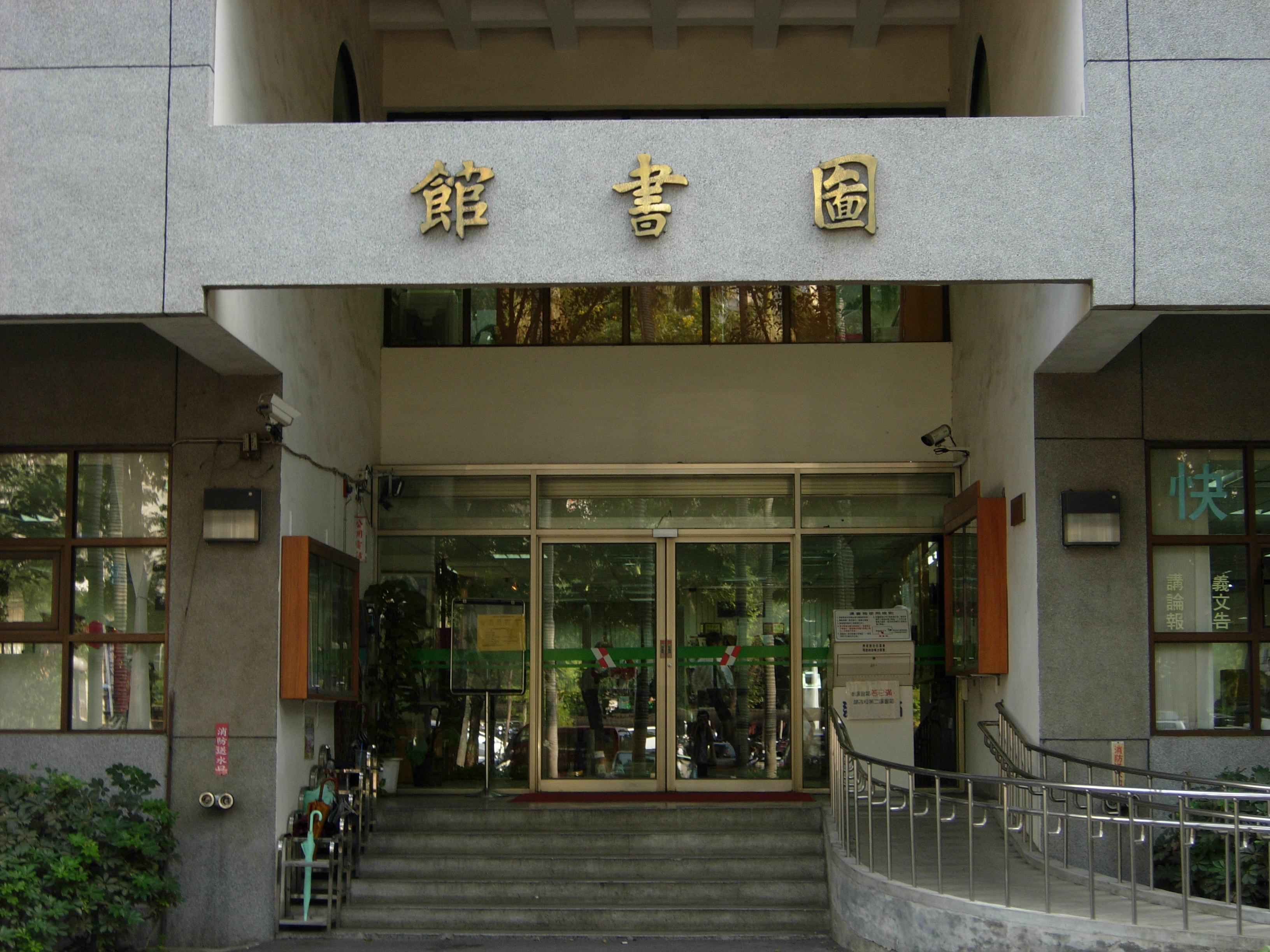
原國立新竹教育大學圖書館，現為國立清華大學圖書館南大分館

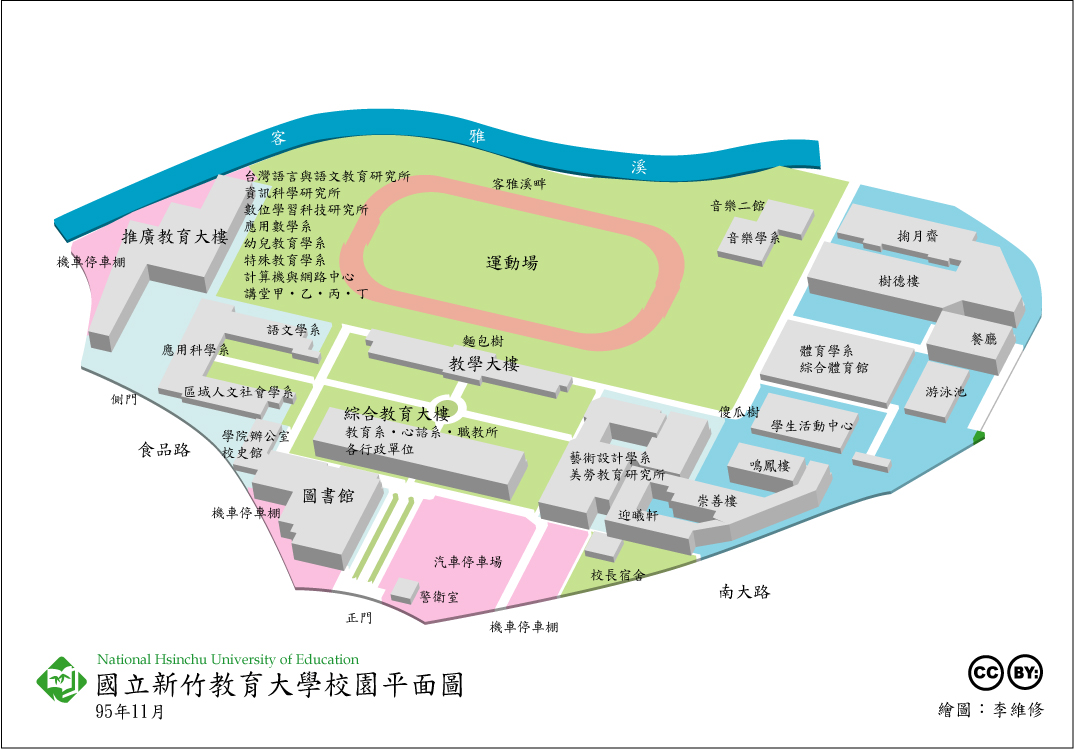
原國立新竹教育大學平面圖

國立新竹教育大學，簡稱竹教、竹大、竹教大、新竹教大，舊稱則有竹師、新竹師院，是過去位於臺灣新竹市東區的一所教育大學，為今日國立清華大學南大校區前身。
1940年4月創校，名為「臺灣總督府新竹師範學校」。1946年9月，更名為「臺灣省立新竹師範學校」。1965年8月，升格改制為「臺灣省立新竹師範專科學校」，設五年制國校師資科、國校美術師資科及二年制幼兒教育師資科。1987年7月，升格改制為「臺灣省立新竹師範學院」，設初等教育、語文教育、數理教育、社會科教育及美勞教育等五個學系，並附設二年制幼兒教育師資科。1991年7月，改隸教育部成為「國立新竹師範學院」。
2005年8月，經行政院核定通過更名為「國立新竹教育大學」，為臺灣7所教育大學之一，改制成教育大學後，分為教育學院、理學院、及人文社會與藝術學院。同時為了因應臺灣教師需求的萎縮，除了教育學院的教育與學習科技學系、幼兒教育學系、特殊教育學系仍然保留師資培育架構外，其餘各系所已經轉型成一般大學架構，藉此增強和其他大學競爭的能力。自2006年開始，竹教大連續2年獲得教育部獎勵大學教學卓越計畫補助，在2007年也被教育部列為25所繁星計畫優質大學之一。
2016年10月14日，教育部核定竹教大與清大的合併案。11月1日，兩校正式合併為「國立清華大學」，106學年度起開始招生。

## 歷史

### 早年發展
1940年4月，臺灣總督府在新竹州設立臺灣總督府新竹師範學校，由矢野速吉擔任首任校長。1943年，臺灣總督府新竹師範學校併入臺灣總督府臺中師範學校，成為臺灣總督府臺中師範學校預科，並改由清藤靜雄擔任預科長。1945年12月，臺灣省行政長官公署將原先的臺灣總督府臺中師範學校改制成臺灣省立臺中師範學校，原先在新竹市的預科學校也改名為「臺灣省立臺中師範學校第二部」，當時由薛建吾擔任臺灣省立臺中師範學校校長。
1946年9月，原先的臺灣省立臺中師範學校第二部依照命令，正式改制成為「臺灣省立新竹師範學校」，初辦6班簡易師範課程。同年12月9日，臺灣省立新竹師範學校正式脫離臺中師範學校，由胡立人擔任首任校長。1949年7月，胡立人辭去臺灣省立新竹師範學校校長職務，由張雲縉接任第二任校長，而班級也擴充至男性9班、女性3班。

### 省立時期
1952年12月，張雲縉辭去校長職務，臺灣省政府教育廳先是派遣督學王宏志代理校長職務，並在隔年3月正式接任。1962年8月，臺灣省立新竹師範學校增設第二類特師科，招收國立學校在職教師，並提供1年專業訓練。1965年8月，臺灣省立新竹師範學校依照臺灣省政府命令，改制升格成為臺灣省立新竹師範專科學校。其中由國立臺灣師範大學教授熊光義擔任首任校長，同時兼任3年制師範學校校長。臺灣省立新竹師範專科學校還設立5年制國校師資科和國校美術師資科，及2年制的幼兒教育師資科。
1980年8月，雄光義調往擔任臺灣省立臺北師範專科學校校長，臺灣省政府派遣國立臺灣師範大學教授黃光雄繼任校長。1984年8月，黃光雄辭去臺灣省立新竹師範專科學校校長職務，轉而擔任國立臺灣師範大學教育研究所教授兼進修部主任，而原本職務則由臺灣省立臺南師範專科學校校長耿相曾接任。耿相曾在1986年7月退休後，則由國立臺灣師範大學教授兼視聽教育館館長顏秉璵教授接任校長。
1987年7月，臺灣省立新竹師範學校依照臺灣省政府的命令，正式改制而升格成為學院等級，且命名為「臺灣省立新竹師範學院」，簡稱「竹師」或「新竹師院」，由顏秉璵教授擔任第一任校長。其中臺灣省立新竹師範學院設有初等教育、語文教育、數理教育、社會科教育和美勞教育5個學系，並附設2年制的幼兒教育師資科。1988年8月，臺灣省立新竹師範學院成立進修部。
1990年12月，時任教育部長毛高文前往臺灣省立新竹師範學院視察，認為學校校區狹小而不利長遠發展，因此當場指示中華民國教育部協助臺灣省立新竹師範學院擴大校區或遷移學校。1991年2月，顏秉璵依照教育部命令，轉而擔任國立暨南國際大學籌備處主任，並由臺北市政府教育局局長陳漢強接任國立新竹師範學院校長。在其任內，國立新竹師範學院積極籌劃學校遷移和擴張學校的計畫，除了預備移往新竹市香山區，且初步提出新竹大學及下轄5個學院的架構。

### 國立時期
1991年7月，為了配合師範教育的整體發展，中華民國政府決定將所有隸屬臺灣省政府的師範學院，升格為中華民國教育部管理的國立大專院校，臺灣省立新竹師範學院也因而改名為「國立新竹師範學院」。1992年，臺灣省政府同意撥用臺灣省畜產試驗所新竹分所的64公頃土地。而在同年12月，行政院在其台81教42065號函中，核定國立新竹師範學院遷建香山區的計劃。1996年2月，陳漢強從教授退休後，轉而擔任立法院立法委員，並由國立新竹師範學院副校長黃讚坤教授代理校長。
黃讚坤在任內期間，國立新竹師範學院積極爭取行政院無償撥用109筆土地，之後先後分別由行政院環境保護署同意認可環境評估報告書，而新竹市政府亦核准香山校區的山坡地開發許可。隔年2月，黃萬益成為首任遴選校長，任內繼續積極推動香山校區雜項的工程執照，但後來仍因故停止執行。2000年2月，顏啟麟繼任成為國立新竹師範學院第二任遴選校長。顏啟麟在2002年9月退休後，先是由教務長簡國清教授擔任代理校長，之後則在隔年1月30日由曾憲政教授繼任，為國立新竹師範學院第三任遴選校長。
2005年8月，教育部決定將臺灣當時仍持續運作的6所師範學院全部升格成為大學，國立新竹師範學院經過行政院核定後，改名成為「國立新竹教育大學」，曾憲政則成為改名後的首任校長。同時為了因應臺灣教師市場萎縮，國立新竹教育大學在改制後亦決定轉型，分別成立教育學院、人文社會與藝術學院和理學院。另外還更動許多學系系所的名稱，並限制師資培育學系僅包含教育與學習科技學系、幼兒教育學系和特殊教育學系，其餘學系則去除師資培育部分，轉型成為一般大學架構。而從2006年起，國立新竹教育大學連續多年獲得獎勵大學教學卓越計畫補助，其中分別在2006年取得7,100萬元、及2007年取得4,970萬元，成為此計畫中首所獲得此補助的教育大學。

### 兩校合併
2006年10月18日，國立清華大學校長陳文村在新竹市政府專題演說中，宣布清大和竹教大合併案送交教育部。2009年5月期間，竹教大和清大分別召開1場公聽會，會議宣布將在同年10月交由各校校務會議討論，並決定是否合併。不過在同年11月4日，清大評估合併案無法在校務會議中通過，因而決議暫緩執行，等待之後重新啟動合併討論。2010年1月31日，曾憲政的校長任期屆滿，由副校長林田壽擔任代理校長。
2011年8月1日，陳惠邦教授當選成為改名後的第二任校長。而在同年，合併案再次重新啟動，並進行系所整併規劃，最早計畫在101學年完成合校計畫意願，並向教育部提交計畫書。不過到了2013年，竹教大向教育部表示願意與清大整併，清大亦表示有此意願，但認為教育部的支援經費不足，故決定暫緩等待經費足夠後，才重新啟動兩間學校的整併案。
2015年8月1日，陳惠邦再度獲得續任成為國立新竹教育大學第三任校長。之後在2016年4月，先是由清大校務會議首先通過合併案，之後竹教大校務會議亦通過提案。2016年10月14日，教育部核定兩校合併案。10月15日，清大與竹教大舉辦合併記者會。11月1日，兩校正式合併為「國立清華大學」，原竹教大改稱「國立清華大學南大校區」，教育與學習科技學系、特殊教育學系、體育學系、幼兒教育學系、教育心理與諮商學系、英語教學系、環境與文化資源學系、臺灣語言研究與教學研究所、數理教育研究所以及原清大學習科學研究所成立「國立清華大學竹師教育學院」，音樂學系和藝術與設計學系成立「國立清華大學藝術學院」，中國語文學系、應用數學系、應用科學系、人力資源及數位學習科技研究所4系所自106學年度起停招，並於合校過渡期成立「國立清華大學南大校區系所調整院務中心」。合校初期原竹教大教職員工生仍於南大校區教學、辦公，在教育學院和藝術學院館舍新建完成將遷至清大校本部，而原為竹教大的清大南大校區則規劃轉型為「清華創意與大學臍帶園區」。

## 歷任校長
| 任期                      | 校長     | 任次   | 時期                                                    |
| ------------------------- | -------- | ------ | ------------------------------------------------------- |
| 1940年－1943年            | 矢野速吉 | 第1任  | 臺灣總督府新竹師範學校                                  |
| 1943年－1945年            | 清藤靜雄 | 第2任  | 臺灣總督府臺中師範學校預科 （預科長）                   |
| 1945年12月－1946年9月     | 薛建吾   | 第3任  | 臺灣省立臺中師範學校第二部 （臺灣省立臺中師範學校校長） |
| 1946年9月－1949年7月      | 胡立人   | 第4任  | 臺灣省立新竹師範學校                                    |
| 1949年7月－1952年12月     | 張雲縉   | 第5任  | 臺灣省立新竹師範學校                                    |
| 1952年12月－1953年3月     | 王宏志   | 代理   | 臺灣省立新竹師範學校                                    |
| 1953年3月－1965年8月      | 王宏志   | 第6任  | 臺灣省立新竹師範學校                                    |
| 1965年8月－1980年8月      | 熊光義   | 第7任  | 臺灣省立新竹師範專科學校                                |
| 1980年8月－1984年8月      | 黃光雄   | 第8任  | 臺灣省立新竹師範專科學校                                |
| 1984年8月－1986年7月      | 耿相曾   | 第9任  | 臺灣省立新竹師範專科學校                                |
| 1986年7月－1987年7月      | 顏秉璵   | 第10任 | 臺灣省立新竹師範專科學校                                |
| 1987年7月－1991年2月      | 顏秉璵   | 第11任 | 臺灣省立新竹師範學院                                    |
| 1991年2月－1991年7月      | 陳漢強   | 第12任 | 臺灣省立新竹師範學院                                    |
| 1991年7月－1996年2月      | 陳漢強   | 第13任 | 國立新竹師範學院                                        |
| 1996年2月－1997年2月      | 黃讚坤   | 代理   | 國立新竹師範學院                                        |
| 1997年2月－2000年2月      | 黃萬益   | 第14任 | 國立新竹師範學院                                        |
| 2000年2月－2002年9月      | 顏啟麟   | 第15任 | 國立新竹師範學院                                        |
| 2002年9月－2003年月1月    | 簡國清   | 代理   | 國立新竹師範學院                                        |
| 2003年1月－2005年8月      | 曾憲政   | 第16任 | 國立新竹師範學院                                        |
| 2005年8月－2010年1月      | 曾憲政   | 第17任 | 國立新竹教育大學                                        |
| 2010年1月－2011年8月      | 林田壽   | 代理   | 國立新竹教育大學                                        |
| 2011年8月－2016年10月31日 | 陳惠邦   | 第18任 | 國立新竹教育大學                                        |

## 象徵

### 校訓
- 博雅弘達

### 校歌
詞：胡慶育　曲：劉德義

美哉新竹，早因風疾，號風城，應知勁草長青；
飽歷這番磨練，才敢鑄賢英，喜青年個個頭角崢嶸。
修齊治平，匹夫責，本非輕，但使朝乾夕惕，何事無成？

神州在望，要同心同德，掃榛荊，一步步走向光明。

### 校徽
- 作者：黃淑齡
- 設計理念：以竹葉表現"竹"字的造型，同時運用書本作為主要設計架構，對稱式平衡中展現傳統校風，而下方飛白的效果表現突破與創新之感。

## 組織
- 教育學院
  - 教育與學習科技學系暨碩士班、博士班
  - 體育學系暨碩士班
  - 幼兒教育學系暨碩士班
  - 特殊教育學系暨碩士班
  - 教育心理與諮商學系暨碩士班
  - 人力資源與數位學習科技研究所（碩士班）

- 理學院
  - 數理教育研究所（碩士班）
  - 應用數學系暨碩士班
  - 應用科學系暨碩士班

- 人文社會與藝術學院
  - 臺灣語言研究與教學研究所（碩士班、博士班）
  - 中國語文學系
    - 碩士班中文組
    - 碩士班華語教學組
    - 語文教師碩士在職專班

  - 英語教學系
  - 環境與文化資源學系暨碩士班
  - 藝術與設計學系暨藝術教育與創作碩士班
  - 音樂學系暨碩士班

## 研究中心
- 特殊教育中心
- 幼兒教育中心
- 教育評鑑與專業發展中心
- 社區關懷與服務中心
- 數理教育研究中心
- 數位學習產業創新研究發展中心
- 區域發展研究中心
- 環境教育研究中心
- 數位學習科技研究中心